# Чесноков, Михаил Алексеевич
Михаил Алексеевич Чесноко́в (род. 11 февраля 1961 года) — советский футболист.

## Карьера
Дебют состоялся в 1977 году в калининградской «Балтике», где старшим тренером был его отец Алексей Петрович Чесноков. Сезон 1978 года начал в вологодском «Динамо», которое тренировал Юрий Севидов. В 16 матчах забил 6 мячей, в первом круге следующего сезона — 9, и был приглашен в московское «Торпедо». Из-за жесткой конкуренции среди нападающих вынужден был перейти в московский «Локомотив», а позже в «Динамо» (Москва).
В 1983 году в составе «Локомотива» стал обладателем Кубка Международного спортивного союза железнодорожников.
В 1984 году в составе московского «Динамо» стал обладателем Кубка СССР. В сезоне 1984/85 провёл две игры в розыгрыше Кубка обладателей кубков, отметился одним голом.
В 1985 году вернулся в Вологду, откуда после двух сезонов перешёл в «Факел», а позже в «Шинник».
В 1989 году выехал в Польшу, где продолжил карьеру в команде третьей лиги — эльблонгской «Олимпии». После окончания карьеры до 2000 года работал в российско-польской торговой фирме.
Вернувшись в 2000 году в Россию работал над организацией в Зеленоградске (Калининградская область) футбольной академии.